# Traumfrau gesucht
Traumfrau gesucht war eine deutsche Doku-Soap. Zwischen 2012 und 2017 wurde jährlich eine Staffel auf RTL II ausgestrahlt.

## Handlung
Verschiedene Junggesellen und Geschiedene sind vorwiegend in osteuropäischen Ländern auf der Suche nach einer Traumfrau. Mit Hilfe von Vermittlungsagenturen werden in Russland, Belarus, Polen, Tschechien, Rumänien, Bulgarien, Lettland und der Slowakei Dates mit Herzenskandidatinnen arrangiert. Treffen gibt es für die Bindungswilligen auch in Spanien, Brasilien und in den USA. Die Ukraine war von Staffel eins bis drei Schauplatz; nach dem Ausbruch des Ukraine-Konflikts fanden dort keine weiteren Dreharbeiten statt.
Drei Singles suchten in allen der ersten fünf Staffeln ihr Liebesglück, zwei der Agenturen waren in jeder Staffel dabei hilfreich.
Die Sendung erreichte bereits in der ersten Staffel bis zu 1,5 Mio. Zuschauer. Trotz anders lautender Vermutungen gab es kein Drehbuch.

## Single-Männer

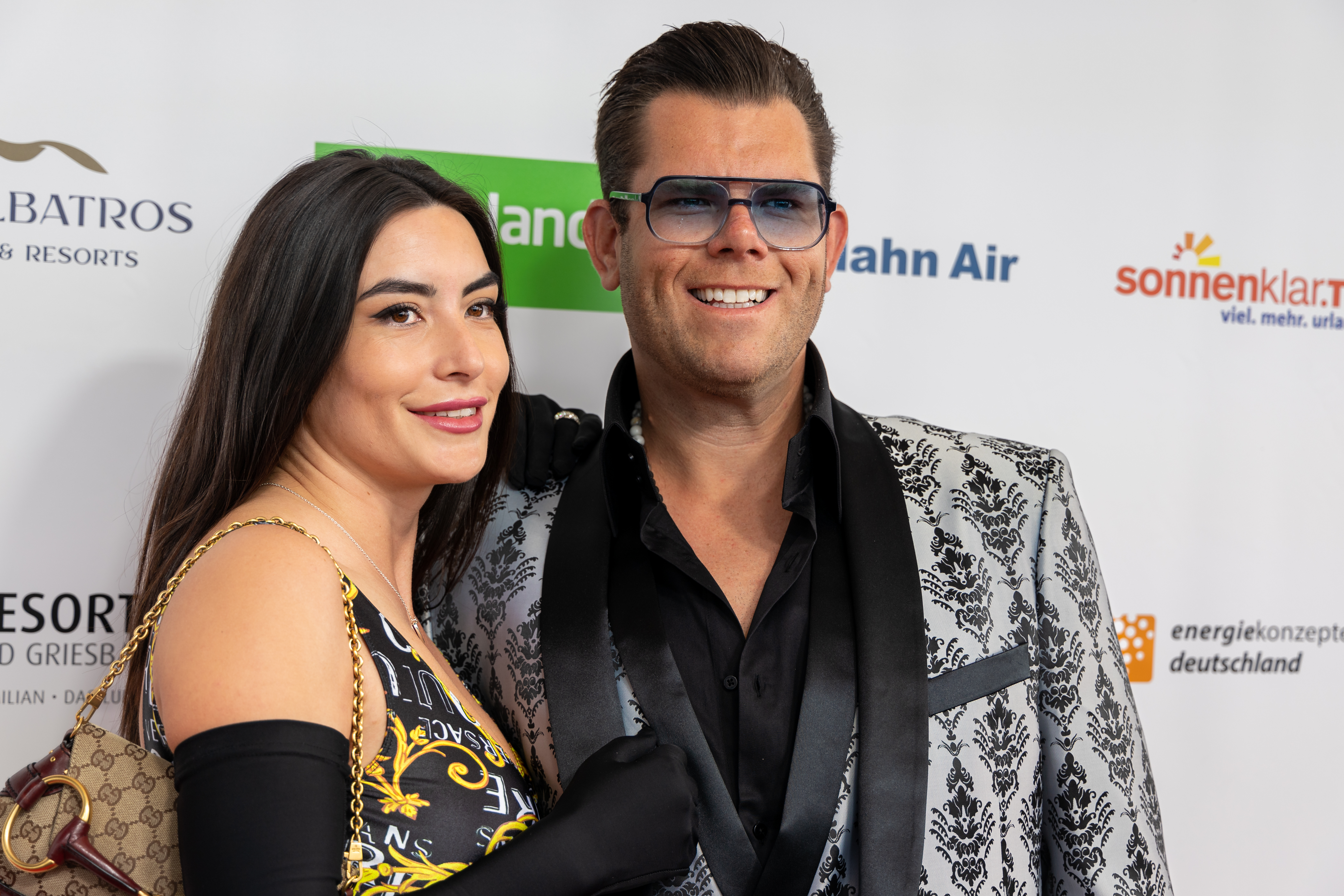
Denis Schick (2023) (mit argentinischer Freundin Liliana, die er 2022 auf Mallorca kennenlernte)

| Name, Geburtsdatum oder Alter (Staffel) | Name, Geburtsdatum oder Alter (Staffel) | Wohnort       | Beruf, Anmerkungen (Staffel) | Staffel |
| --------------------------------------- | --------------------------------------- | ------------- | --- | ------- |
| Alexander Herzog                        | 10. Mai 1979                            | Nürnberg      | Opernsänger (12 Tenors), nach einjähriger Ehe mit einer Russin geschieden | 6       |
| Andreas                                 | 4. Februar 1972                         | Ludwigsburg   | Fondsmanager | 4–5     |
| Christian                               | 26. Oktober 1979                        | Wuppertal     | Unternehmer |         |
| Detlef                                  | 12. Juli 1960                           | Köln          | Unternehmer | 4       |
| Dennis Schick                           | 8. April 1988                           | Köln          | Immobilienmakler (1–2), Schlagersänger (seit 3), mit 18 Ehe mit einer Kenianerin, die über 3 Jahre hielt. | 1–5     |
| Dirk Dorian                             | 50                                      | –             | Motivationstrainer | 2       |
| Elvis Schuller                          | 6. November 1982                        | Braunschweig  | arbeitslos, Hartz-IV-Empfänger (1–2), Callcenteragent (seit 4), längste Beziehung hielt 3 Monate | 1–5     |
| Gottlob                                 | 47                                      | Billigheim    | Transportunternehmer | 2       |
| Karsten                                 | 44                                      | Havelberg     | Maurer | 1       |
| Klaus                                   | 9. März 1972                            | Troisdorf     | Koch | 4       |
| Manfred                                 | 42 (1)                                  | Dachau        | Versicherungsmakler | 1, 3–4  |
| Manuel                                  | 1. Februar 1994                         | Meinersen     | gelernter Postbote, Jungfrau | 6       |
| Mathias Schumann                        | 48                                      | Störnstein    | Betriebswirt, Bodybuilder und Kampfsportler | 1       |
| Peter                                   | 38                                      | Liechtenstein | Küchenchef, zog ein Jahr vor den Dreharbeiten von Bad Saulgau nach Liechtenstein | 5       |
| Stephane                                | 29+                                     | Düsseldorf    | Produktmanager, Model | 3       |
| Walther Hoffmann                        | 11. November 1959                       | Berlin        | Reiseverkehrskaufmann, hat nach 68 Folgen seine rumänische Freundin Marta auf Maurititus geheiratet, Accessoires: weiße Kapitänsuniform, Tragetasche mit Aufschrift „Walther's Surprise“, Inhalt: Geschenke an die Dates, CD-Veröffentlichung | seit 1  |

## Kritiken
„Das Format ist ein männliches Coming Out der deutlichen Sorte. RTL II hält jedenfalls voll drauf, wenn es darum geht, männliche Ignoranz und Selbstüberschätzung einzufangen. Als Mann muss man sich schämen, wie oberflächlich und egozentrisch die Geschlechtsgenossen durch die Welt eiern.
Das Weib ist hier eine Art Beute, die man sich zuvor auch noch mundgerecht bestellen kann. Blöd nur, dass selbst Damen, die sich professionell für eine Ehe vermitteln lassen, eine eigene Meinung und einen eigenen Standpunkt besitzen. Damit hat Mann nicht gerechnet. Dann fahrt mal wieder nach Hause, Jungs!“

„"Traumfrau gesucht" setzt auf die Häme des Publikums - wie alle "Lovetainment"-Shows. RTL II beschreibt die Lage der Kandidaten mit verklärten Phrasen: "Sie suchen seit Jahren vergeblich nach einer passenden Partnerin und haben den Traum von der großen Liebe noch nicht aufgegeben." Tatsächlich richten die TV-Zuschauer die schwer vermittelbaren Männer, verhöhnen deren Marotten. Buhrufe vorm Pranger-TV; endlich mal wieder so richtig auskotzen.“

„RTL2-Fremdschäm-Show „Traumfrau gesucht“. Die Odysseen deutscher Single-Männer, die in Ost-Europa eine Frau fürs Leben suchen, endeten in der ersten Folge allesamt mit Liebespleiten der Kandidaten. Walther, Manfred und Elvis bewiesen sich als echte Flirt-Deppen und übertrafen sich gegenseitig mit Blamagen und Fehltritten. Im Vorfeld der Ausstrahlung hatten Frauenrechtsorganisationen und Politikerinnen die Doku-Soap scharf kritisiert und der Kuppelshow eine Unterstützung des internationalen Frauenhandels vorgeworfen. So dämlich, wie sich die Kandidaten schließlich anstellten, bestand aber keine Gefahr für die selbstbewussten Ost-Frauen.“

„Man würde beim Zusehen gerne lachen, doch die Trashtragik geht tief.“